# Guyans-Vennes
Guyans-Vennes é uma comuna francesa na região administrativa de Borgonha-Franco-Condado, no departamento de Doubs. Estende-se por uma área de 19,67 km². Em 2010 a comuna tinha 868 habitantes (densidade: 44,1 hab./km²).